# Relationer mellan Osmanska riket och Sverige
Relationer mellan Osmanska riket och Sverige var de bilaterala relationerna mellan Osmanska riket och Sverige. Sverige hade ett konsulat i Konstantinopel. 

## Historik

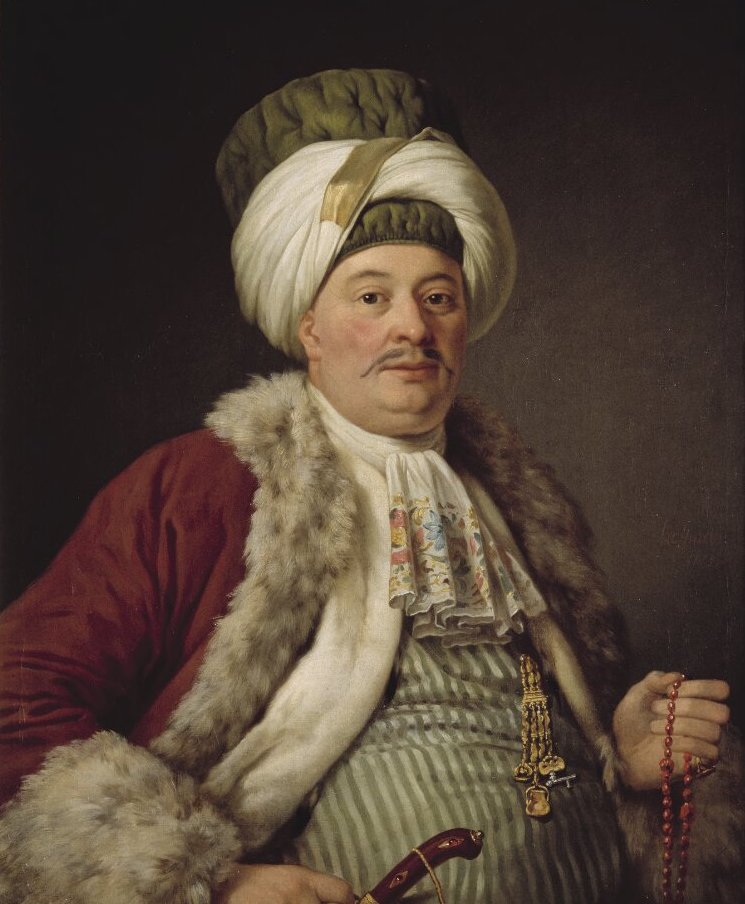
Cornelius Asmund Palm, Sveriges titulärkonsul i Konstantinopel under mitten av 1700-talet.

De svensk förbindelserna med det Osmanska riket sträcker sig tillbaka till 1600-talet. Från och med 1735 innehade Sverige en stadigvarande beskickning i landet. 